# 雪どけ (映画)
『雪どけ』（ゆきどけ、仏: Les Feux de la Chandeleur）は、1973年のフランス映画。

## スタッフ
- 監督：セルジュ・コルベール
- 原作：カトリーヌ・ペイザン
- 撮影：ジャン＝ジャック・タルベ
- 音楽：ミシェル・ルグラン

## 出演
- アニー・ジラルド：マリー・ルイス
- ジャン・ロシュフォール：アレクサンドレ
- クロード・ジャド：ローラ
- ベルナール・ル・コック：ジャン・ポール
- ベルナール・フレッソン：マーク
- ガブリエラ・ボッカルド：アニー